# Lijst van Euphorbia

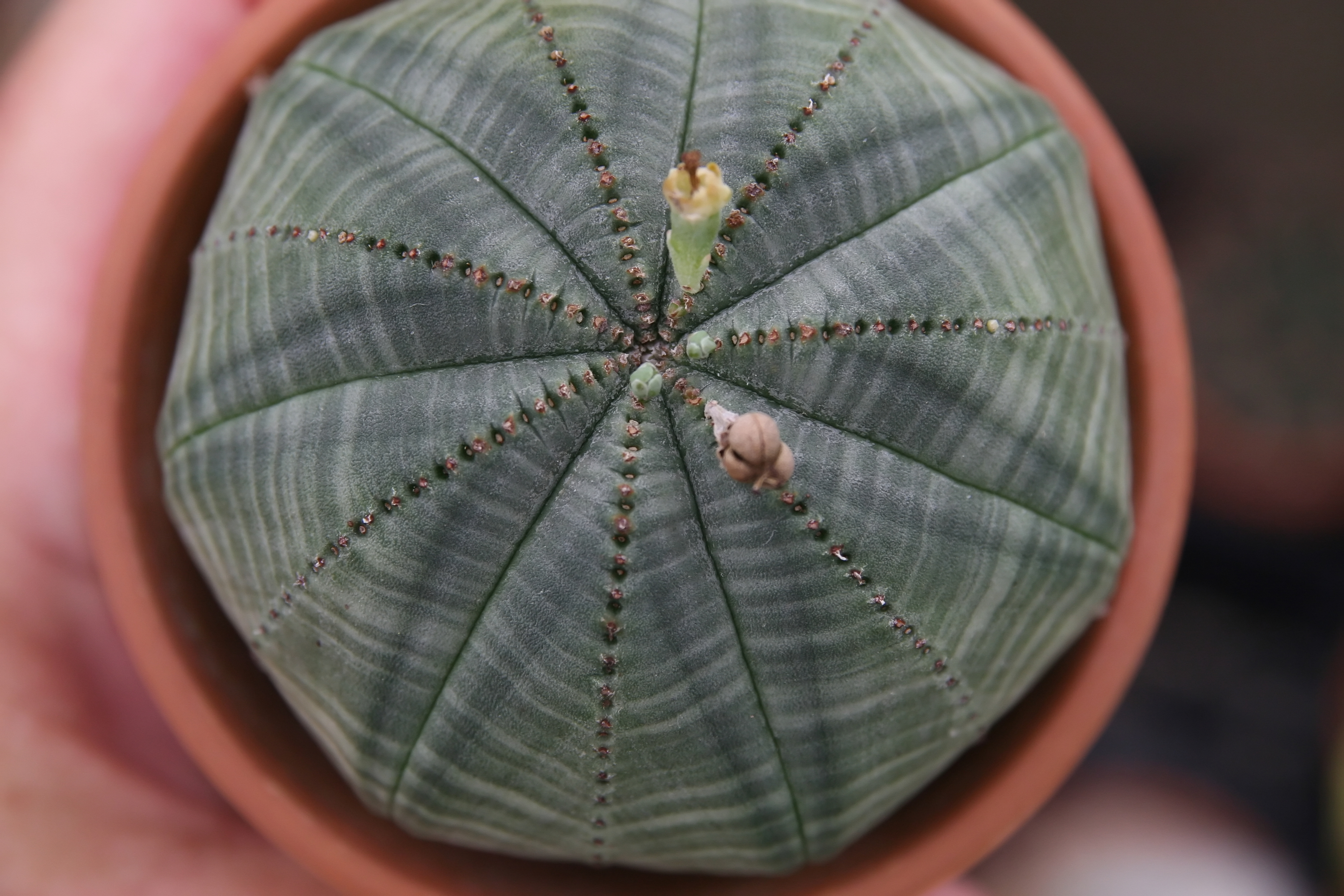
De in het wild bedreigde als kamerplant gehouden plantensoort Euphorbia obesa.

(Incomplete) lijst van plantensoorten van het geslacht wolfsmelk (Euphorbia, in de wolfsmelkfamilie (Euphorbiaceae)). 
Het geslacht kent ongeveer 7500 beschreven soorten wereldwijd. De in de Nederlandse natuur voorkomende soorten zijn aangegeven met 🇳🇱. 
Meerdere buitenlandse wolfsmelksoorten worden in Nederland als tuin- en/of kamerplant gehouden. Bijvoorbeeld de tuinplant Euphorbia characias (Silver Swan) en de Euphorbia martini. De Euphorbia ingens (cowboycactus) de Euphorbia erythraeae / erytrea  en de Euphorbia pulcherrima / poinsettia / (kerstster) worden onder andere als kamerplant gehouden.
“Euphorbia” verwijst ook naar:
libellen (lijst van libellen) en virussen (lijst van virussen).
Lijst van Euphorbia:

## A
- Euphorbia abdelkuri; Isaac Bayley Balfour
- Euphorbia abyssinica / Euphorbia acrusensis (kamerplant); Johann Friedrich Gmelin
- Euphorbia acanthothamnos; Theodor von Heldreich & Giovanni Battista Sartorelli ex Pierre Edmond Boissier
- Euphorbia actinoclada; Susan Carter Holmes
- Euphorbia adenopoda; Louis Antoine François Baillon
- Euphorbia aeruginosa; Herold Georg Wilhelm Johannes Schweickerdt
- Euphorbia albomarginata; John Torrey & Asa Gray
- Euphorbia alcicornis; John Gilbert Baker
- Euphorbia alfredii; Werner Rauh
- Euphorbia alluaudii; Emmanuel Drake del Castillo
- Euphorbia ambarivatoensis; Werner Rauh & Martine Bardot-Vaucoulon
- Euphorbia ambovombensis; Werner Rauh & Alfred Razafindratsira
- 🇳🇱 Euphorbia amygdaloides / Amandelwolfsmelk; Carl Linnaeus
- Euphorbia amygdaloides purpurea;
- Euphorbia amygdaloides robbiae (tuinplant);
- Euphorbia anacampseros; Pierre Edmond Boissier
- Euphorbia analalavensis; Jacques Désiré Leandri
- Euphorbia ankaranae; Jacques Désiré Leandri
- Euphorbia ankarensis; Pierre Louis Boiteau
- Euphorbia ankazobensis; Werner Rauh & Siegfried Hofstätter
- Euphorbia antiquorum; Carl Linnaeus
- Euphorbia antisyphilitica; Joseph Gerhard Zuccarini
- Euphorbia antso; Jacques Denis of Johann Nepomuk Cosmas Michael Denis
- Euphorbia aphylla; Pierre Marie Auguste Broussonet & ex. Carl Ludwig Willdenow
- Euphorbia aprica; Louis Antoine François Baillon
- Euphorbia appariciana; Pierre Marie Auguste Broussonet & ex. Carl Ludwig Willdenow
- Euphorbia arahaka; Henri Louis Poisson
- Euphorbia atropurpurea; Pierre Marie Auguste Broussonet
- Euphorbia aureoviridiflora; Werner Rauh
- Euphorbia austriaca; Anton Kerner von Marilaun

## B
- Euphorbia balsamifera; William Aiton
- Euphorbia banae; Werner Rauh
- Euphorbia beharensis; Jacques Désiré Leandri
- Euphorbia bemarahaensis; Werner Rauh & Ralph Daniel Mangelsdorff
- Euphorbia benoistii; Jacques Désiré Leandri
- Euphorbia berorohae; Werner Rauh & Siegfried Hofstätter
- Euphorbia biaculeata; Jacques Denis of Johann Nepomuk Cosmas Michael Denis
- Euphorbia boissieri; Henri Ernest Baillon
- Euphorbia boiteaui; Jacques Désiré Leandri
- Euphorbia boivinii; Pierre Edmond Boissier
- Euphorbia bongolavensis; Werner Rauh
- Euphorbia bosseri; Jacques Désiré Leandri
- Euphorbia brachyphylla; Jacques Denis of Johann Nepomuk Cosmas Michael Denis

## C
- Euphorbia caducifolia; Henry Haselfoot Haines
- Euphorbia canariensis; Carl Linnaeus
- Euphorbia candelabrum; Karl Georg Theodor Kotschy
- Euphorbia capmanambatoensis; Werner Rauh
- Euphorbia cap-saintemariensis; Werner Rauh
- Euphorbia capuronii; Eugène Ursch & Jacques Désiré Leandri
- Euphorbia caput-aureum; Jacques Denis of Johann Nepomuk Cosmas Michael Denis
- Euphorbia cedrorum; Werner Rauh & René Hebding
- Euphorbia ceratocarpa; Michele Tenore
- Euphorbia characias / silver swan (tuinplant);
- 🇳🇱 Euphorbia cyparissias / cipreswolfsmelk; Carl Linnaeus

## D
- Euphorbia decaryi var. cap-saintemariensis; Werner Rauh & Cremers
- Euphorbia corralioides / koraalwolfsmelk;
- Euphorbia decaryi guillaumin;
- Euphorbia decaryi var. spirosticha; Werner Rauh & Buchloh
- 🇧🇪 Euphorbia dulcis / zoete wolfsmelk; Carl Linnaeus

## E
- Euphorbia eritrea / Euphorbia erythraeae / Erytrea (kamerplant); A. Berger
- 🇳🇱 Euphorbia esula /  Euphorbia waldsteinii /  Euphorbia tommasiniana / heksenmelk; Carl Linnaeus
- 🇳🇱 Euphorbia epithymoides / kleurige wolfsmelk; Carl Linnaeus
- 🇳🇱 Euphorbia exigua / kleine wolfsmelk; Carl Linnaeus

## G
- Euphorbia glauca;
- Euphorbia godana;
- Euphorbia grandicornis / zigzagcactus (kamerplant);
- Euphorbia greenwayi / (kamerplant);

## H
- Euphorbia hadramautica; John Gilbert Baker
- Euphorbia handiensis; Oscar Burchard
- 🇳🇱 Euphorbia helioscopia / kroontjesjeskruid; Carl Linnaeus
- Euphorbia horrida;
- Euphorbia hottentota (kamerplant); Hermann Wilhelm Rudolf Marloth

## I
- Euphorbia iharanae;
- Euphorbia imerina;
- Euphorbia inculta; Peter René Oscar Bally
- Euphorbia inconstantia;
- Euphorbia inermis;
- Euphorbia ingens / cowboycactus (kamerplant); Ernst Heinrich Friedrich Meyer & Pierre Edmond Boissier
- Euphorbia invenusta; Nicholas Edward Brown & Peter Vincent Bruyns

## J
- Euphorbia jacquemonti;
- Euphorbia jansenvillensis; Gert Cornelius Nel
- Euphorbia jubata;
- Euphorbia juglans;

## K
- Euphorbia kirkii;
- Euphorbia knobelii; Cythna Lindenberg Letty
- Euphorbia kondoi;

## L
- Euphorbia lacei; William Grant Craib
- Euphorbia lactea; Adrian Hardy Haworth
- Euphorbia lathi;
- 🇳🇱 Euphorbia lathyris / kruisbladige wolfsmelk (tuinplant); Carl Linnaeus
- Euphorbia leuconeura; Pierre Edmond Boissier

## M
- 🇳🇱 Euphorbia maculata L. / Chamaesyce maculata / straatwolfsmelk[1];
- Euphorbia Mercurialis / bingelkruid; Carl Linnaeus
- Euphorbia martini / (tuinplant); Georges Rouy
- Euphorbia milii / christ thorn / christusdoorn (kamerplant); Charles Des Moulins

## N
- Euphorbia neobosserii;
- Euphorbia neriifolia; Carl Linnaeus
- Euphorbia nesemanii;
- Euphorbia nutans; Mariano Lagasca (Mariano la Gasca y Segura)

## O
- Euphorbia obesa;
- Euphorbia officinarum;
- Euphorbia olowanuana;

## P
- 🇳🇱 Euphorbia palustris / moeraswolfsmelk; Carl Linnaeus
- 🇳🇱 Euphorbia paralias / zeewolfsmelk / Euphorbia maritime; Carl Linnaeus
- 🇳🇱 Euphorbia peplus / tuinwolfsmelk; Carl Linnaeus
- 🇳🇱 Euphorbia platyphyllos / brede wolfsmelk; Carl Linnaeus
- Euphorbia polychroma / kleurige wolfsmelk (tuinplant); Carl Linnaeus
- 🇳🇱 Euphorbia portlandica / kustwolfsmelk; Carl Linnaeus
- Euphorbia pulcherrima / poinsettia / kerstster (kamerplant); Carl Ludwig Willdenow & Johann Friedrich Klotzsch

## Q
- Euphorbia quadrangualis;
- Euphorbia quadrilatera;
- Euphorbia quadrispina;
- Euphorbia quartziticola;

## R
- Euphorbia regis-jubae; Jacques Étienne Gay
- Euphorbia resinifera; Otto Karl Berg
- Euphorbia royleana; Pierre Edmond Boissier

## S
- 🇳🇱 Euphorbia seguieriana /  Euphorbia gerardiana / zandwolfsmelk; Noël Martin Joseph de Necker
- Euphorbia segetalis
- Euphorbia stenoclada; (Louis Antoine François Baillon of Henri Ernest Baillon zie overleg op Euphorbia stenoclada)
- 🇳🇱 Euphorbia stricta / Euphorbia serrulata / stijve wolfsmelk; Carl Linnaeus

## T
- Euphorbia tirucalli /  potloodplant (kamerplant); Carl Linnaeus
- Euphorbia tithymaloides; Carl Linnaeus
- Euphorbia tortillus / wokkelcactus (kamerplant);
- Euphorbia trigona (kamerplant);
- Euphorbia trigona rubra /  African cathedral / good luck plant / royal red;

## U
- Euphorbia uhligiana;
- Euphorbia umbraculiformis;
- Euphorbia umfoloziensis;

## V
- Euphorbia vajravelui;
- Euphorbia vallaris;
- Euphorbia vandermerwei;
- Euphorbia verrucosa;
- Euphorbia viguieri;
- Euphorbia villosa;
- Euphorbia virgata;
- Euphorbia virosa / Euphorbia bellica / gifboom;

## W
- Euphorbia wakefieldii;
- Euphorbia walichii;
- Euphorbia waringiae; Werner Rauh
- Euphorbia waringins; Werner Rauh
- Euphorbia waterbergensis;
- Euphorbia weberbauerii;

## X
- Euphorbia xanti;
- Euphorbia ×lomi;
- Euphorbia ×martini;
- Euphorbia xylacantha;

## Y
- Euphorbia yattana; Peter René Oscar Bally & Peter Vincent Bruyns

## Z
- Euphorbia zoutpansbergensis; Robert Allen Dyer